# قيادة قوات الحلفاء هايدلبرغ
قيادة قوات الحلفاء هايدلبرغ (HQ FC HD) وحدة مع هيكل القيادة العسكرية للناتو المسؤول عن توفير عناصر الأركان المشتركة القابلة للنشر (DJSE) لدعم عمليات الناتو في جميع أنحاء العالم. تم تعطيله في حفل أقيم في 14 مارس 2013.

## التاريخ

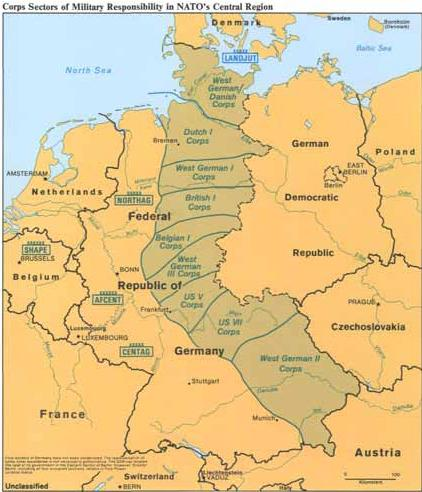
قطاعات سلاح الناتو في المنطقة الوسطى في الثمانينيات

تأسست مجموعة الجيوش المركزي (CENTAG) في عام 1952 وتم تكليفها بالعمل مع جيش الولايات المتحدة في أوروبا في Campbell Barracks، هايدلبرغ، ألمانيا. عندما تم تفعيل Bundeswehr في عام 1955، تم تعيين بعض الأفراد الألمان لقسم الخطط في CENTAG.
في أبريل 1959، أصبح قسم الخطط في CENTAG مقرًا، مجموعة الجيش المركزي وكان تحت قيادة جنرال أمريكي. بقيت في كامبل باراكس واهتمت بالدفاع عن جنوب ألمانيا ضد أي هجوم سوفيتي محتمل. كان يتألف من الفيلق الثاني الألماني، الفيلق الألماني الثالث، الفيلق الأمريكي الخامس، الفيلق السابع الأمريكي.

## روابط خارجية
- - موقع رسمي